# Liste von Browserspielen
In der Liste von Browserspielen finden sich relevante Browserspiele.

## Aktuelle Browserspiele
| Spiel                                 | Genre                  | Betreiber               | Start | Spieler   | Quelle |
| ------------------------------------- | ---------------------- | ----------------------- | ----- | --------- | ------ |
| Anstoss Online                        | Fußballmanager         | Fussballkreative GbR    | 1999  | 1.314     | [ 2 ]  |
| Bundesfighter II Turbo                | Kampfspiel             | funk                    | 2017  |           | [ 3 ]  |
| Command & Conquer: Tiberium Alliances | Strategiespiel         | EA Phenomic             | 2012  | 281.000   | [ 4 ]  |
| Comunio                               | Fußballmanager         | Fabian Loschek          | 2000  | 347.000   | [ 4 ]  |
| DarkOrbit                             | Rollenspiel            | Bigpoint                | 2006  | 243.000   | [ 4 ]  |
| Die Siedler Online                    | Aufbau-Strategiespiel  | Blue Byte               | 2010  | 936.000   | [ 5 ]  |
| Die Stämme                            | Aufbau-Strategiespiel  | InnoGames               | 2003  | 808.000   | [ 4 ]  |
| Farmerama                             | Aufbauspiel            | Bigpoint                | 2009  | 313.000   | [ 4 ]  |
| FarmVille                             | Aufbauspiel            | Zynga                   | 2009  |           |        |
| Forge of Empires                      | Aufbau-Strategiespiel  | InnoGames               | 2012  | 1.000.000 | [ 4 ]  |
| Freewar                               | Rollenspiel            | Jirko Cernik            | 2003  | 4.000     | [ 6 ]  |
| Goalunited                            | Fußballmanager         | Northworks              | 2006  | 242.000   | [ 4 ]  |
| Goodgame Big Farm                     | Aufbauspiel            | Goodgame Studios        | 2012  | 950.000   | [ 4 ]  |
| Goodgame Empire                       | Aufbau-Strategiespiel  | Goodgame Studios        | 2011  | 2.000.000 | [ 4 ]  |
| Grepolis                              | Aufbau-Strategiespiel  | InnoGames               | 2009  | 707.000   | [ 4 ]  |
| Hattrick                              | Fußballmanager         | Spelkultur              | 1997  | 358.000   | [ 4 ]  |
| Howrse                                | Simulationsspiel       | Owlient                 | 2005  | 660.000   | [ 4 ]  |
| Ikariam                               | Aufbau-Strategiespiel  | Gameforge               | 2008  | 781.000   | [ 4 ]  |
| Legend of the Green Dragon            | Rollenspiel            | Dragonprime Development | 2003  | 3.000     | [ 7 ]  |
| My Free Farm                          | Aufbauspiel            | Upjers                  | 2009  | 143.000   | [ 8 ]  |
| NationStates                          | Strategiespiel         | Max Barry               | 2002  | 135.000   | [ 9 ]  |
| OGame                                 | Aufbau-Strategiespiel  | Gameforge               | 2002  | 441.000   | [ 4 ]  |
| Online Fussball Manager               | Fußballmanager         | Online Fussball Manager | 2003  | 329.000   | [ 4 ]  |
| Pennergame                            | Rollenspiel            | Farbflut Entertainment  | 2007  | 62.000    | [ 10 ] |
| PerfectGoal                           | Fußballmanager         | Art-e-Fakten            | 2009  |           |        |
| Planetarion                           | Aufbau-Strategiespiel  | Jagex                   | 2000  | 2.000     | [ 11 ] |
| Pyongyang Racer                       | Rennspiel              | Nosotek                 | 2012  |           |        |
| Rise of Cultures                      | Aufbau-Strategiespiel  | InnoGames               | 2022  |           |        |
| Schwertkriege                         | Strategiespiel         | Johann Wolfgang Schoop  | 2002  |           |        |
| Seafight                              | Strategiespiel         | Bigpoint                | 2006  | 20.000    | [ 12 ] |
| SOL                                   | Aufbau-Strategiespiel  | Freeport                | 1995  |           |        |
| Star Wars Combine                     | Rollenspiel            |                         | 2004  | 2.376     | [ 13 ] |
| The West                              | Rollenspiel            | InnoGames               | 2008  | 460.000   | [ 4 ]  |
| Travian                               | Aufbau-Strategiespiel  | Travian Games           | 2004  | 1.000.000 | [ 4 ]  |
| Venezianer                            | Mittelalter Simulation | Oliver Maslo            | 2008  | 35.000    | [ 14 ] |
| Wurzelimperium                        | Aufbauspiel            | Upjers                  | 2008  | 141.000   | [ 15 ] |

## Eingestellte Browserspiele
| Spiel                            | Genre                 | Betreiber        | Start | Ende | Spieler | Quelle    |
| -------------------------------- | --------------------- | ---------------- | ----- | ---- | ------- | --------- |
| Anno Online                      | Wirtschaftssimulation | Blue Byte        | 2012  | 2018 |         |           |
| Castle of Heroes                 | Rollenspiel           | Gala-Net         | 2009  | 2012 |         |           |
| CityVille                        | Aufbauspiel           | Zynga            | 2010  | 2015 |         |           |
| Galaxywars                       | Aufbau-Strategiespiel | Gameforge        | 2001  | 2012 |         |           |
| Heroes of Might and Magic Online | Rollenspiel           | Blue Byte        | 2008  | 2012 |         |           |
| IceWars                          | Aufbau-Strategiespiel | Henry Schilbach  | 2003  | 2014 |         |           |
| Jump Jupiter                     | Jump ’n’ Run          | Goodgame Studios | 2009  | 2014 |         |           |
| Panzer General Online            | Strategiespiel        | Ubisoft          | 2014  | 2016 |         |           |
| Power of Politics                | Rollenspiel           | TPM Games        | 2005  | 2018 | 11.000  | (02/2018) |
| Space Pioneers                   | Aufbau-Strategiespiel | Next Idea        | 2001  | 2012 |         |           |
| Travianer                        | Rollenspiel           | Travian Games    | 2008  | 2014 |         |           |
| Wewaii                           | Aufbauspiel           | Travian Games    | 2009  | 2014 |         |           |
| X-Blaster                        | Actionspiel           | Bigpoint         | 2006  | 2014 |         |           |
| X-Wars                           | Aufbau-Strategiespiel | Gameforge        | 2002  | 2012 |         |           |